# Ров'яно
Ров'яно (італ. Roviano) — муніципалітет в Італії, у регіоні Лаціо,  метрополійне місто Рим-Столиця.
Ров'яно розташований на відстані близько 45 км на схід від Рима.
Населення — 1369 осіб (2014).
Щорічний фестиваль відбувається 29 серпня. Покровитель — San Giovanni Decollato.

## Демографія
Населення за роками:

Станом на 1 січня 2023 року в муніципалітеті офіційно проживало 128 іноземців з 25 країн, серед них 74 громадяни країн Євросоюзу.

## Сусідні муніципалітети
- Антіколі-Коррадо
- Арсолі
- Чинето-Романо
- Мандела
- Марано-Екуо
- Ріофреддо